# (21643) Kornev
(21643) Kornev (1999 NJ42) – planetoida z pasa głównego asteroid okrążająca Słońce w ciągu 3,38 lat w średniej odległości 2,25 j.a. Odkryta 14 lipca 1999 roku.